# كليمنت الكسندر برايس
كليمنت الكسندر برايس (بالإنجليزية: Clement Alexander Price)‏ هو مؤرخ أمريكي، ولد في 13 أكتوبر 1945 في واشنطن العاصمة في الولايات المتحدة، وتوفي في 5 نوفمبر 2014.